# Lavoro e Giustizia Sociale - L'Alternativa Elettorale
Lavoro e Giustizia Sociale - L'Alternativa Elettorale (in tedesco Arbeit und soziale Gerechtigkeit – Die Wahlalternative, WASG) è stato un partito politico tedesco.
Venne fondato nel 2005 da attivisti delusi "da sinistra" dalla coalizione rosso-verde di governo.
Il 16 giugno 2007 WASG si fuse con il Partito della Sinistra per dare vita a Die Linke. Nel momento in cui si unì poteva contare su circa 11.600 iscritti.

## Storia
Il partito nacque dall'associazione "Wahlalternative Arbeit und soziale Gerechtigkeit", nata nel luglio 2004 da due gruppi principali: "Initiative Arbeit und soziale Gerechtigkeit" (Iniziativa Lavoro e Giustizia sociale), attiva soprattutto in Baviera e "Wahlalternative" (Alternativa elettorale), presente nei Länder nord-occidentali. Tali gruppi erano sorti in aperta opposizione all'Agenda 2010, un programma di riforme economiche e sociali enunciato dal cancelliere Gerhard Schröder nel marzo 2003, che venivano giudicate apertamente neoliberiste.
WASG corse per la prima volta alle elezioni della Renania Settentrionale-Vestfalia con il pastore Jürgen Klute come candidato di punta e un programma elettorale basato sul contrasto ai tagli nelle politiche sociali e alla tassazione favorevole nei confronti dei benestanti. In tale occasione raccolse circa 182.000 voti, pari a circa il 2,2% dei suffragi.
Il 18 giugno 2005 Oskar Lafontaine, già candidato Cancelliere e figura di spicco del Partito Socialdemocratico, entrò nel partito e venne candidato alle elezioni federali dello stesso anno nella Renania Settentrionale-Vestfalia dopo aver promosso l'alleanza tra WASG e Partito del Socialismo Democratico, erede del Partito Socialista Unificato di Germania, che proprio nel 2005 aveva cambiato nome in Die Linkspartei (il Partito della Sinistra).